# Willi Schillig
Willi Schillig (* 15. Januar 1927 in Seehof bei Lichtenfels; † 31. März 2013) war ein deutscher Unternehmer und Gründer des Polstermöbelherstellers W. Schillig.

## Werdegang
Schillig besuchte von 1941 bis 1944 die Korbflechterschule in Lichtenfels. Danach wurde er zum Kriegsdienst eingezogen und im August 1945 aus amerikanischer Gefangenschaft entlassen. 1946 machte er sich mit einer Korbmacherei selbständig. Anfänglich produzierte er Wäschetruhen, Flechtsessel, später auch Eckbänke und Stühle. 1969 erweiterte er die Produktion auf Lederpolstermöbel. In der Folge stieg sein Unternehmen zu einem der führenden Polstermöbelhersteller in Europa auf. Heute produziert es mit mehr als 1250 Mitarbeitern an Standorten in Frohnlach, Tschechien, Ungarn, China und den Vereinigten Staaten.
Neben seiner unternehmerischen Tätigkeit trat Schillig als Mäzen des Fußballvereins VfL Frohnlach auf, den er Ende der 1970er Jahre von der B-Klasse in die Bayernliga führte. Das von ihm errichtete Waldstadion wurde 2006 in Willi-Schillig-Stadion umbenannt.

## Ehrungen
- 1987: Verdienstkreuz am Bande der Bundesrepublik Deutschland